# Cahier des charges
Pour les articles homonymes, voir CDC.
En gestion de projet, le cahier des charges (parfois abrégé en CDC ou CdC) d'un projet  est un document, généralement finalisé lors de la conception d'un projet, qui indique quels sont ses objectifs principaux, comment leur atteinte est mesurée, et quels sont ses livrables attendus.

## Historique
L'expression « cahier des charges » était utilisée sous l'Ancien Régime pour préciser la manière dont le bois devait être coupé et sorti de la forêt. Chailland la définit comme « détail des principales conditions de la vente et des obligations de l'adjudicataire, qui se lit aux marchands assemblés avant l'adjudication ».
En 1669, le terme cahier des charges est présent dans des documents relatifs au(x) bois utilisé(s) pour la construction de maisons royales.
Au début des années 1700, le cahier des charges s'accompagne des actes de réception des cautions,.

## Description
Le cahier des charges prend des formes variables selon le type d’activité (production ou service récurrent, projet ponctuel…), selon le domaine d’activité principal concerné et selon la culture d’entreprise. Actuellement[Quand ?], dans le domaine du BTP, le cahier des charges en interne ne pourra recevoir aucune modification. Cependant le cahier des charges sert à formaliser les besoins et à les expliquer aux différents acteurs pour s’assurer que tout le monde soit d’accord. Il intervient souvent très tôt, la formalisation des besoins et des services attendus ne doit donc pas s'apparenter à la description en termes de solutions et de moyens de réalisation. Sa conception permet notamment de cadrer les missions des acteurs impliqués, dont celles du directeur de projet (côté maîtrise d’ouvrage) et/ou du chef de projet (côté maîtrise d’œuvre).
Il sert ensuite à sélectionner le prestataire ou soumissionnaire (dans le cas d'un appel d'offres), et à organiser la relation tout au long du projet. Il est considéré comme un référentiel partagé par le prestataire et l’équipe interne, et décliné dans les documents contractuels. Vers l’externe, c'est en outre un outil fondamental de communication du directeur de projet et/ou du chef de projet.
C'est un document contractuel entre le client et le prestataire/vendeur, mais il ne constitue pas à lui seul le contrat commercial. Il permet aussi de remplir l’obligation générale d'information du vendeur ou du prestataire vis-à-vis de son client (code de la consommation, Livre Ier, titre Ier, chapitre Ier).

## Partie technique d'un cahier des charges
La partie technique d’un cahier des charges doit se limiter à énumérer les contraintes techniques avérées (on parle souvent d'exigences). Les exigences sont organisées en thèmes, puis elles sont numérotées. Cette organisation, prônée par la gestion de projet, facilite le contrôle de conformité des réponses à appel d'offres sur cahier des charges. En contrôle de projet, et notamment lors des revues de projet, le contrôle de conformité se réalise souvent sous forme de matrice de conformité.
Les contraintes de base sont :
- économiques (les contraintes monétaires comme le budget de fonctionnement),
- environnementales (le caractère recyclable du produit, etc.),

- industrielles (par exemple, il doit être fabriqué au Canada),
- matérielles (par exemple, il doit spécifier les morceaux qui peuvent être remplacés, comme des piles, il doit préciser le recours à tel ou tel serveur d’applications, la plate-forme de déploiement).

L’erreur la plus courante est de confondre préférences et contraintes. Ceci cause des incompréhensions et des remises en cause qui peuvent affecter la réalisation du projet. Pour remédier à ce problème, il faut inclure tous les acteurs du projet pour définir les besoins.
Les contraintes doivent être interprétées de façon que leur lecture soit l'expression des besoins techniques commandés et livrés. Leur interprétation doit être le résultat d'une analyse quantitative et qualitative du projet, dans son ensemble.
On peut aussi faire appel à un consultant « assistance à maîtrise d’ouvrage » (AMO ou AMOA) pour valider la cohérence du cahier des charges.

## Marchés publics en France
Pour un article plus général, voir Droit des marchés publics en France.
Le droit des marchés publics en France regroupe la réglementation relative à la commande publique. En France, les marchés publics sont soumis à des règles, qui figurent dans le code de la commande publique. Ce texte se fonde sur les principes de liberté d'accès à la commande publique, d'égalité de traitement des candidats et de transparence des procédures. Ces principes permettent d'assurer l'efficacité de la commande publique et la bonne utilisation des deniers publics.
Ces principes visent à pallier la tendance naturelle des acheteurs publics à acheter auprès d'entreprises qu'ils connaissent plutôt que de faire appel à la concurrence. C'est pourquoi le droit de la commande publique a une dimension répressive visant au premier chef à éviter tout favoritisme. Le conseil constitutionnel a considéré que ces principes découlent de la déclaration des droits de l'homme annexée à la constitution française.
La réglementation relative à la commande publique est analysée et élaborée par la Direction des Affaires Juridiques, commune au ministère du budget et au ministère de l'économie. Elle est la transposition en droit interne de directives de l'Union européenne, notamment la directive 2014/24.
Les cahiers des charges des marchés passés selon une procédure formalisée déterminent les conditions dans lesquelles les marchés sont exécutés. Ils comprennent des documents généraux et des documents particuliers.

### Les documents généraux
Les documents généraux sont les cahiers des clauses administratives générales, qui fixent les dispositions administratives applicables à une catégorie de marchés, et les cahiers des clauses techniques générales, qui fixent les dispositions techniques applicables à toutes les prestations d'une même nature.

#### Cahier des clauses administratives générales (CCAG)
En France, et en droit des marchés publics, le cahier des clauses administratives générales (CCAG) est un document qui fixe l'ensemble des aspects contractuels d'un marché (conditions d’exécution des prestations, de règlement, de vérification des prestations, de présentation des sous-traitants, délais, pénalités, conditions générales, etc.).
Ce document, utilisé par défaut, n'est pas intégré au dossier de consultation des entreprises. Il peut par contre être complété par un cahier des clauses administratives particulières (CCAP) qui fixe des modalités spécifiques pour le marché en cours.
Il existe cinq cahiers de CCAG en fonction de l'objet du marché :
- CCAG aux travaux
- CCAG aux marchés industriels
- CCAG aux prestations intellectuelles
- CCAG aux Maîtrises d'œuvres
- CCAG aux fournitures courantes et prestations de services
- CCAG aux techniques de l'information et de la communication.

#### Cahier des clauses techniques générales (CCTG)
Ces documents sont approuvés par un arrêté du ministre chargé de l'économie et des ministres intéressés. La référence à ces documents n'est pas obligatoire. Le cahier des clauses techniques générales (CCTG) est un document qui fixe « les dispositions techniques applicables à toutes les prestations d’une même nature » dans le cadre d'un marché public. Le CCTG est divisé en fascicules, chacun applicable à une prestation particulière. Par exemple, le fascicule 82 porte sur la construction d'installations d'incinération de déchets ménagers et le fascicule 85 sur la construction d'installations de broyage de déchets ménagers. Les cahiers des clauses techniques (générales ou particulières) peuvent composer un document technique unifié.

### Documents particuliers
Les documents particuliers sont les cahiers des clauses administratives particulières, qui fixent les dispositions administratives propres à chaque marché et les cahiers des clauses techniques particulières, qui fixent les dispositions techniques nécessaires à l'exécution des prestations de chaque marché.

#### Cahier des clauses administratives particulières (CCAP)
Le Cahier des clauses administratives particulières (CCAP) est un document contractuel rédigé par l'acheteur dans le cadre notamment d'un marché public, dont il fait partie des pièces constitutives. Il peut compléter, préciser la norme NFP 03 001 dans un marché privé. Intégré au dossier de consultation des entreprises, il précise les dispositions administratives propres au marché (conditions d’exécution des prestations, de règlement, de vérification des prestations, de présentation des sous-traitants, etc.), particulières au cahier des clauses administratives générales (sur lequel il prône à la seule condition que le dernier article du CCAP fasse la liste des articles dérogatoires au CCAG). Il est généralement accompagné d'un cahier des clauses techniques particulières (CCTP). Il est aussi fusionnable avec celui-ci pour n'être qu'un unique cahier des clauses particulières (CCP).

#### Cahier des clauses techniques particulières (CCTP)
Le cahier des clauses techniques particulières (CCTP) est un document contractuel qui rassemble les clauses techniques d'un marché public. Il est rédigé par l'acheteur et fait partie des pièces constitutives du marché public. Il est intégré au dossier de consultation des entreprises.